# Tilly and the Wall
Tilly and the Wall — инди-поп-группа из города Омаха, штат Небраска. Отмечены прессой отсутствием барабанщика — вместо него Джейми Прэсналл — тэп-дэнсер, задающий ритм в группе.

## История группы

### Становление иWild Like Children
Группа появилась в 2001 году в городе Омаха, после распада разных групп, включая Park Ave. Конора Оберста, членами которой, были Нили Дженкинс и Джейми Прэсналл. Джейми пригласил Кианну Эларид, из другой группы, которая до распада называлась Magic Kiss. Дерек Прэсналл и Ник Уайт попали на сцену Омахи после переезда туда из штата Джорджия.

### Bottoms of Barrels
Альбом Bottoms of Barrels был выпущен 23 мая 2006 года. 27 Октября Tilly and the Wall участвуют в телепередаче Позднее шоу с Дэвидом Леттерманом  и представляют там свою песню "Bad Education", песня была исполнена не полностью из-за нехватки времени. Группа гастролировала с Дженни Льюис в поддержку её альбома Rabbit Fur Coat с участием The Watson Twins. Затем они отправились в свой первый тур в роли хэдланейров для продвижения Bottoms of Barrels при поддержке David Dondero, Now It's Overhead и Wolf Colonel. Они выступили на Coachella Valley Music and Arts Festival 27 апреля 2007 года. Помимо выступления на фестивале Splendour in the Grass в 2007 году, Tilly and the Wall гастролировали по Австралии.
Участники группы Джейми Вильямс и Дерек Прэсналл поженились почти сразу после выхода альбома - 12 августа 2006 года.

### o
25 февраля, Tilly and the Wall представляют видео для своей новой песни "Beat Control". "Beat Control" была выпущена только в виде сингла и не была включена в альбом.
Третий альбом Tilly and the Wall, под названием o, был выпущен 17 июня 2008 года. Tilly and the Wall записали свою версию песни ABC про алфавит для нового сезона «Улицы Сезам».
Первая песня с альбома "Pot Kettle Black", она использовалась в пилотной серии телесериала 90210.

### Heavy Mood
2 октября 2012 года Tilly and the Wall выпустили новый альбом Heavy Mood.

## Состав группы
- Джейми Прэсналл — вокал, тэп-дэнсер
- Дерек Прэсналл — вокал, гитара
- Нили Дженкинс — вокал, шейкеры, колокола, бас
- Ник Уайт — клавишные, пианино
- Кианна Эларид — вокал, шейкеры, бубен, блокфлейта, бас

## Дискография

### Альбомы
- Wild Like Children (2004) — Team Love Records — CD/LP
- Bottoms of Barrels (2006) — Team Love Records — CD/LP
- o (2008) — Team Love Records — CD/LP
- Heavy Mood (2012) — Team Love Records — CD/LP

### Синглы и EP
- «Nights of the Living Dead» on the compilation Ben Eberbaugh: A Rockin' Tribute (2003) — Die Slaughterhaus Records — CD — UK
- Woo! (2003) — self-released — EP
- Tilly and the Wall (2003) — Rue Royale Records — 7"
- «You and I Misbehaving» (2005) — Trash Aesthetics — 7"
- «Reckless» (2006) — Trash Aesthetics — 7" — UK
- «Bad Education» (2006) — Team Love Records) — 7"
- «The Freest Man» (2007) — w/ «The Freest Man» (CSS Remix) — Moshi Moshi Records — 7"
- «Beat Control» (2008) — w/ «Cacophony» — 7"/Digital Download — UK #77
- «Pot Kettle Black (2009) w/ „Save Me Now“ — Moshi Moshi Records — 7»/Digital Download
- "That Remix Sucks (2009) — Team Love Records
- «Falling Without Knowing» (2009) — Moshi Moshi Records

### Интервью
- Lazy-i Interview: October 2003
- Lazy-i Interview: May 2006 with Nick White
- Interview with the Hook weekly: October 2006
- Soundcrank Podcast Hosted by Tilly and the Wall
- Caught In The Crossfire Interview 2007
- God Is In The TV Zine Interview September 2008